# Червіньяно-дель-Фріулі
Червіньяно-дель-Фріулі (італ. Cervignano del Friuli) — муніципалітет в Італії, у регіоні Фріулі-Венеція-Джулія,  провінція Удіне.
Червіньяно-дель-Фріулі розташоване на відстані близько 450 км на північ від Рима, 45 км на північний захід від Трієста, 29 км на південь від Удіне.
Населення — 13 895 осіб (2014).
Щорічний фестиваль відбувається 29 вересня. Покровитель — святий Архангел Михаїл.

## Демографія
Населення за роками:

Станом на 1 січня 2023 року в муніципалітеті офіційно проживало 1840 іноземців з 67 країн, серед них 847 громадян країн Євросоюзу та 112 громадян України.

## Сусідні муніципалітети
- Аєлло-дель-Фріулі
- Баньярія-Арса
- Руда
- Терцо-д'Акуїлея
- Торвіскоза
- Вілла-Вічентіна